# Jesko Woermann
Jesko Woermann (* 20. Jahrhundert in Südwestafrika) ist ein namibischer Kaufmann. 
Er entstammt der Hamburger Handels- und Reederei-Familie Woermann und ist historisch mit den Unternehmen C. Woermann und der Woermann-Linie verbunden. Sein Vater war  Konrad Woermann, sein Urgroßvater Adolph Woermann.
Woermann ist Eigentümer und seit 1998 Geschäftsführer von Woermann & Brock, einem der größten Handelsunternehmen des Landes. Sein Bruder Ingo leitet das gleichnamige Unternehmen an der Küste Namibias.